# 蒲蛰龙
蒲蛰龙（1912年8月1日—1997年12月31日），原籍广西钦州，生于云南，中国昆虫学家。曾任中山大学教授、生命科学学院院长。利用赤眼蜂防治甘蔗螟虫的研究取得成功。

## 生平
1935年毕业于中山大学农学院。1949年获美国明尼苏达大学研究院博士学位。1980年当选为中国科学院院士（学部委员）。

### 注
1. ↑  中国科学院院士信息作6月12日